# Abdijvorstendom

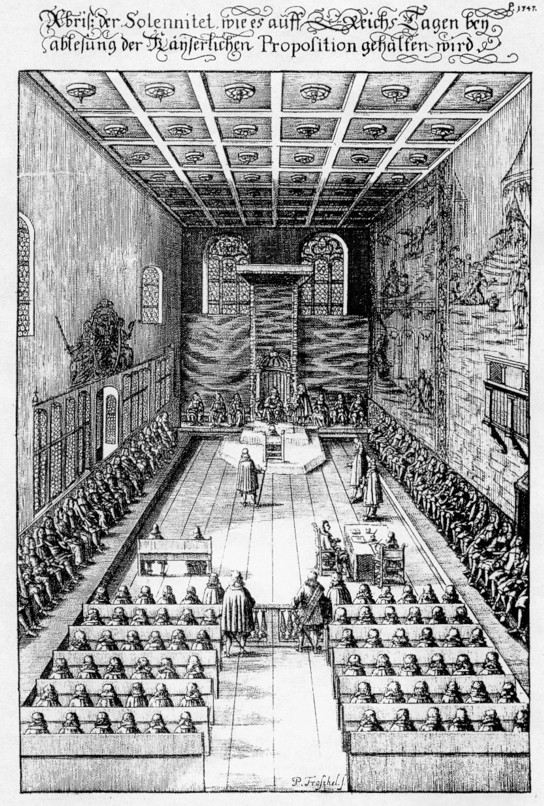
Zitting Rijksdag (Gravure Peter Troschel, 1675)

Een abdijvorstendom (Duits: Fürstabtei) was een gebied dat beheerd werd door een abt die gefürstet was en een zetel met individueel stemrecht (Virilstimme) op de geestelijkenbank in de Rijksdag van het Heilige Roomse Rijk bezat.
Enkele abdijvorstendommen werden verheven tot prinsbisdom, zoals Corvey (1792) en Fulda (1752). Dat kon doordat het gebied onder beheer van een reeds actieve bisschop kwam, of zoals in het geval Corvey, de regerende abt tot bisschop werd gewijd.
Verder waren er abdijen binnen Zwabisch Oostenrijk die niet rijksvrij waren, maar onder de landshoogheid van Oostenrijk een gebied met meerdere dorpen bestuurden.

## Abdijvorstendommen

### In de Lage Landen
Op het grondgebied van de Lage Landen waren er de volgende abdijvorstendommen:
- abdijvorstendom Stavelot-Malmedy, dat beheerd werd door de abt van de Abdij van Stavelot die tevens individueel stemrecht (Virilstimme) in de Rijksdag had. Deze prins-abt of vorst-abt werd gerekend tot de geestelijk rijksvorsten.
- abdijvorstendom Thorn
- abdijvorstendom Burtscheid

### Overige gebieden
Elders in het Heilige Roomse Rijk waren er de volgende abdijvorstendommen:

#### Abdijvorstendommen die verheven zijn tot prinsbisdommen
- abdijvorstendom Fulda, vanaf 1220. In 1752 verheven tot prinsbisdom of hoogstift.
- abdijvorstendom Corvey, vanaf 1220 een abdijvorstendom. In 1792 verheven tot een prinsbisdom.[3]

Zowel de prins- of vorst-abten als de prinsbisschoppen zetelden op de geestelijkenbank in de Rijksdag en hadden individueel stemrecht (Virilstimme, in tegenstelling tot het collectief stemrecht (Kuriatsstimme) van de prelatenbanken).

#### Overige abdijvorstendommen

##### Met persoonlijke stem
- abdijvorstendom Kempten, vanaf de 12de eeuw.
- abdijvorstendom Prüm, vanaf 1222. In 1576 opgegaan in een personele unie met de aartsbisschop van Trier, waarbij de vorstenzetel van de abt verloren ging aan de keurvorst van Trier.
- abdijvorstendom Murbach, van 1548 tot 1759 een abdijvorstendom.
- proosdij Berchtesgaden, in 1558 verheven tot vorstendom met een zetel en individueel stemrecht op de Rijksdag.

##### Zonder persoonlijke stem
- abdij van Disentis, in 1048 ontving de abt van keizer Hendrik III de Reichsfürstenwürde.
- sticht Essen, gefürstet sinds einde 13de eeuw, geen individueel stemrecht, sinds 1653 zitting in de Rheinische Prälatenbank[4]